# Де Адамич, Андреа
Андре́а де А́дамич (итал. Andrea Ludovico de Adamich, родился 3 октября 1941 года в Триесте) — итальянский автогонщик, участник чемпионатов мира по автогонкам в классе Формулы-1. За пять лет выступлений принял участие в 34 Гран-при, дважды финишировал четвёртым, набрав за карьеру 6 очков. Также участвовал во внезачётных гонках Формулы-1. Двукратный чемпион ETCC 1966 и 1967 годов.

## Биография

### До Формулы-1

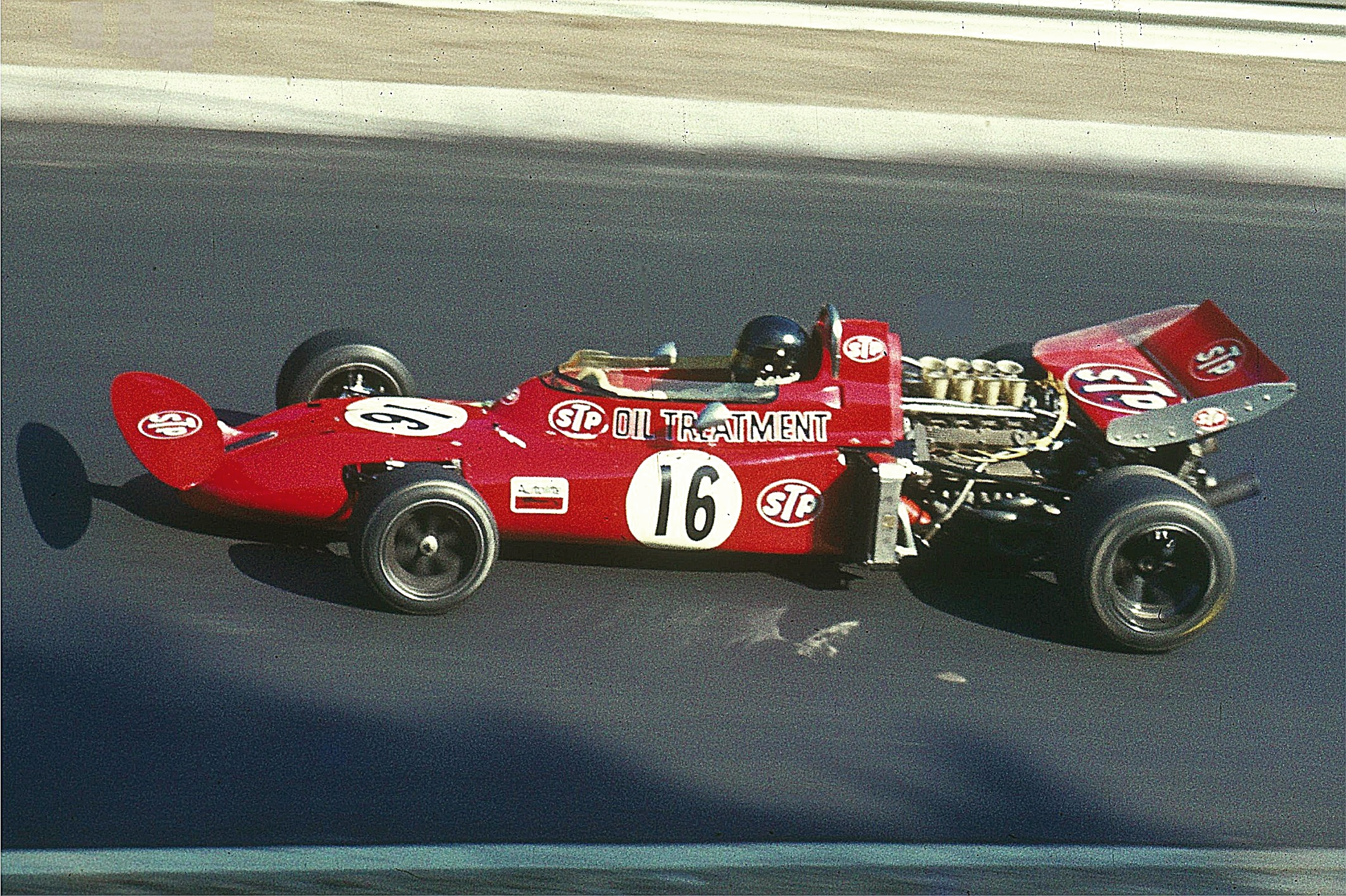
Адамич за рулём March на Гран-при Германии 1971 года.

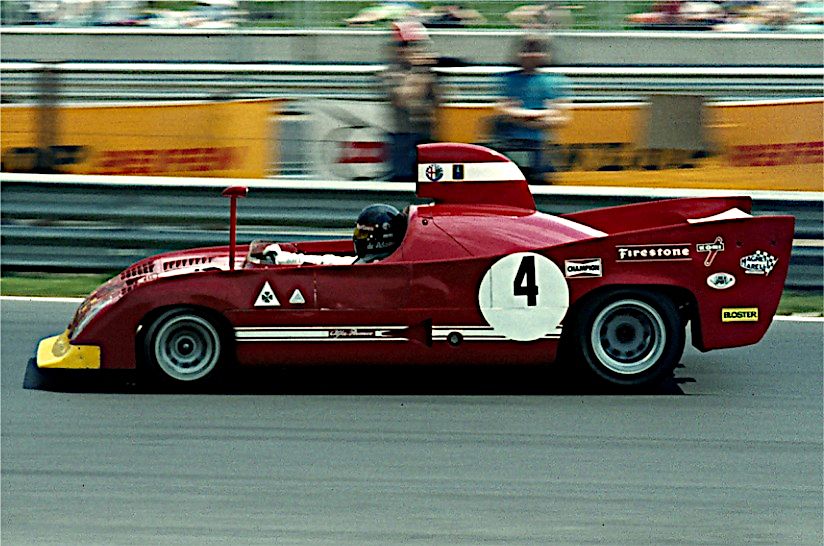
Андреа де Адамич на трассе Нюрбургринг, управляющий Alfa Romeo 33 TT 12

Родился в Триесте. Потомок богатого рода — предок Андреа, купец хорватского происхождения Андреа Людовико де Адамич, в XVIII веке был одним из богатейших и влиятельнейших жителей города Фиуме. Выступления в гонках начал, ещё будучи студентом юридического факультета, вначале в гонках кузовных автомобилей. В 1964 году перешёл в чемпионат ETCC в заводскую команду Alfa Romeo — сотрудничество с этой маркой продлится почти всю карьеру итальянца. В первый же год он оказался в чемпионате на первых ролях, а в 1966 и 1967 годах выиграл титул в своём классе. Эти и некоторые другие успехи привлекли к нему внимание Энцо Феррари, и тот пригласил Андреа выступить за свою команду на внезачётном Гран-при Испании 1967 года.

### Формула-1
Начало оказалось неплохим — финиш на 9-м месте с отставанием в два круга, так что Феррари пригласил его ещё и на первую зачётную гонку нового сезона в ЮАР, где он сошёл после разворота на разлитом масле. Дальнейшие выступления за Феррари были прерваны аварией на тренировках перед Гонкой чемпионов — он повредил шею и был вынужден пропустить остаток сезона. Восстановившись после травмы, зимой 1968/69 де Адамич за рулём Ferrari Dino T166 принял участие в южноамериканской серии Темпорада, выиграл два этапа и титул. На этом его взаимоотношения с Феррари закончились.
Всё это время он продолжал выступать в ETCC и гонках спорткаров за Alfa Romeo. В 1970 году вместе с компанией он перешёл в Формулу-1 в команду Брюса Макларена — «Альфа» стала поставщиком двигателей для третьего автомобиля команды, а управлял автомобилем де Адамич. Результаты оказались весьма слабыми — даже если удавалось квалифицироваться, финишировать получалось только с большим отставанием, так что на следующий год «Альфа» стала поставлять двигатели команде Марч. Результаты стали лучше, по крайней мере всегда удавалось квалифицироваться, но надёжность тем не менее оставляла желать лучшего.
После семи лет сотрудничества с маркой Alfa Romeo де Адамич нашёл спонсоров и оплатил себе место в заводской команде Surtees на весь 1972 год. Результаты сразу улучшились, и в Гран-при Испании он впервые заработал очки, финишировав четвёртым. После одной гонки сезона-1973 он вместе со спонсором перешёл в Brabham, где повторил успех на Гран-при Бельгии. К сожалению, на Гран-при Великобритании он попал в стартовый завал и получил сложный перелом ноги. В начале 1974 сезона Берни Экклстоун, тогдашний руководитель Brabham, снова предлагал итальянцу место в команде, но тот отверг предложение и ушёл из автогонок.
В дальнейшем де Адамич сделал карьеру телеведущего и журналиста, в частности, он до сих пор ведёт программу о гонках «Grand Prix» на канале Italia 1. Также является вице-президентом компании N. Technology — спортивного подразделения Alfa Romeo.

## Результаты выступлений в Формуле-1
| Легенда к таблице |                                                                    |
| --- | ------------------------------------------------------------------ |
| В таблице перечислены результаты всех Гран-при Формулы-1, в которых принимал участие гонщик. Строками таблицы являются сезоны, столбцами — этапы чемпионата мира. В каждой клетке указаны сокращённое название этапа и результат, дополнительно обозначенный цветом. Расшифровка обозначений и цветов представлена в нижеследующей таблице. |                                                                    |
| \| Пример \| Описание \| \| ------------ \| ------------------------------------------------------------------ \| \| 1 \| Победитель \| \| 2 \| Второе место \| \| 3 \| Третье место \| \| 5 \| Финишировал, заработав очки \| \| Сход \| Не финишировал, но при этом заработал очки \| \| 12 \| Финишировал, не получив очков \| \| НКЛ \| Финишировал, но не попал в финальную классификацию \| \| 15 \| Участвовал вне зачёта, либо по отдельной классификации \| \| 18 \| Не финишировал, но попал в финальную классификацию \| \| Сход \| Не финишировал \| \| НКВ \| Не прошёл квалификацию \| \| НПКВ \| Не прошёл предквалификацию \| \| ДСК \| Дисквалифицирован \| \| ИСК \| Исключён из протокола соревнований \| \| ТТ \| Заявлен для участия только в тренировках \| \| НС \| Участвовал в квалификации, но не стартовал в гонке \| \| Т \| Травмирован или болен \| \| ОТК \| Отказ от участия \| \| НТР \| Прибыл на соревнования, но на трассу не выезжал \| \| НПР \| Был заявлен в числе участников, но не прибыл к началу соревнований \| \| О \| Соревнования отменены \| \| \| Не участвовал \| \| Поул-позиция \| \| \| Быстрый круг \| \| |                                                                    |
| Пример | Описание                                                           |
| 1 | Победитель                                                         |
| 2 | Второе место                                                       |
| 3 | Третье место                                                       |
| 5 | Финишировал, заработав очки                                        |
| Сход | Не финишировал, но при этом заработал очки                         |
| 12 | Финишировал, не получив очков                                      |
| НКЛ | Финишировал, но не попал в финальную классификацию                 |
| 15 | Участвовал вне зачёта, либо по отдельной классификации             |
| 18 | Не финишировал, но попал в финальную классификацию                 |
| Сход | Не финишировал                                                     |
| НКВ | Не прошёл квалификацию                                             |
| НПКВ | Не прошёл предквалификацию                                         |
| ДСК | Дисквалифицирован                                                  |
| ИСК | Исключён из протокола соревнований                                 |
| ТТ | Заявлен для участия только в тренировках                           |
| НС | Участвовал в квалификации, но не стартовал в гонке                 |
| Т | Травмирован или болен                                              |
| ОТК | Отказ от участия                                                   |
| НТР | Прибыл на соревнования, но на трассу не выезжал                    |
| НПР | Был заявлен в числе участников, но не прибыл к началу соревнований |
| О | Соревнования отменены                                              |
| | Не участвовал                                                      |
| Поул-позиция |                                                                    |
| Быстрый круг |                                                                    |

| Сезон | Команда                         | Шасси             | Двигатель                | Ш | 1        | 2        | 3       | 4        | 5        | 6       | 7        | 8        | 9        | 10       | 11       | 12       | 13  | 14  | 15  | Место | Очки |
| ----- | ------------------------------- | ----------------- | ------------------------ | - | -------- | -------- | ------- | -------- | -------- | ------- | -------- | -------- | -------- | -------- | -------- | -------- | --- | --- | --- | ----- | ---- |
| 1968  | Scuderia Ferrari SpA SEFAC      | Ferrari 312 F1-67 | Ferrari 242 3,0 V12      | F | ЮАР Сход | ИСП      | МОН     | БЕЛ      | НИД      | ФРА     | ВЕЛ      | ГЕР      | ИТА      | КАН      | США      | МЕК      |     |     |     | —     | 0    |
| 1970  | Bruce McLaren Motor Racing      | McLaren M7D       | Alfa Romeo T33 3,0 V8    | G | ЮАР      | ИСП НКВ  | МОН НКВ | БЕЛ      |          | ФРА НКЛ | ВЕЛ НС   |          |          |          |          |          |     |     |     | 28    | 0    |
| 1970  | Bruce McLaren Motor Racing      | McLaren M14D      | Alfa Romeo T33 3,0 V8    | G |          |          |         |          | НИД НКВ  |         |          | ГЕР НКВ  | АВТ 12   | ИТА 8    | КАН Сход | США НКВ  | МЕК |     |     | 28    | 0    |
| 1971  | STP March Racing Team           | March 711         | Alfa Romeo T33 3,0 V8    | F | ЮАР 13   | ИСП Сход | МОН     | НИД      | ФРА Сход | ВЕЛ НКЛ | ГЕР Сход | АВТ      | ИТА Сход | КАН      | США 11   |          |     |     |     | 30    | 0    |
| 1972  | Ceramica Pagnossin Team Surtees | Surtees TS9B      | Ford Cosworth DFV 3,0 V8 | F | АРГ Сход | ЮАР НКЛ  | ИСП 4   | МОН 7    | БЕЛ Сход | ФРА 14  | ВЕЛ Сход | ГЕР 13   | АВТ 14   | ИТА Сход | КАН Сход | США Сход |     |     |     | 16    | 3    |
| 1973  | Ceramica Pagnossin Team Surtees | Surtees TS9B      | Ford Cosworth DFV 3,0 V8 | F | АРГ      | БРА      | ЮАР 8   |          |          |         |          |          |          |          |          |          |     |     |     | 15    | 3    |
| 1973  | Ceramica Pagnossin Team MRD     | Brabham BT37      | Ford Cosworth DFV 3,0 V8 | G |          |          |         | ИСП Сход | БЕЛ 4    | МОН 7   | ШВЕ      | ФРА Сход |          |          |          |          |     |     |     | 15    | 3    |
| 1973  | Ceramica Pagnossin Team MRD     | Brabham BT42      | Ford Cosworth DFV 3,0 V8 | G |          |          |         |          |          |         |          |          | ВЕЛ НС   | НИД      | ГЕР      | АВТ      | ИТА | КАН | США | 15    | 3    |